# 驚きももの木20世紀
『驚きももの木20世紀』（おどろきもものきにじっせいき）は、1990年代にテレビ朝日系列で放送された朝日放送（ABC）製作のドキュメンタリー番組である。制作局の朝日放送（ABC）では1993年4月16日から1999年10月1日まで毎週金曜21:00 - 21:54に放送。　

## 概要
20世紀に於ける1つの出来事・人物にスポットを当てて、司会とゲストコメンテーターがそれらについて語り合う教養ドキュメンタリー番組として放送された。番組初期の放送では司会者やゲストに「番組鑑賞会員番号○番」などの肩書きが付された。また、主なゲストには、漫画家の黒鉄ヒロシやジャーナリストの鳥越俊太郎や放送作家の高田文夫などが出演した。
1999年10月1日の放送をもって番組が終了。6年半の放送に幕を降ろした。

## 出演者

### 司会
- 三宅裕司（メイン司会、初期の肩書は「番組観賞会員番号1番」）
- 黒木瞳（1993年4月 - 1993年6月、出演期間中の肩書は「番組観賞会員番号2番」）
- 大桃美代子（1993年7月 - 1993年9月）
- 楠田枝里子（1993年10月 - 1994年3月）
- 麻木久仁子（1994年4月 - 1994年9月、1995年4月 - 1999年10月）
- 勝恵子（1994年10月 - 1995年3月、麻木の産休中の代役）

### その他の出演者（ゲスト）
- 森毅（番組初期にレギュラーで出演、出演期間中の肩書は「番組観賞会員番号3番」）
- 黒鉄ヒロシ
- 鳥越俊太郎
- 山藤章二
- 秋野暢子
- 渡辺正行
- 伊藤美奈子（出演期間中の肩書は「番組観賞会員番号4番」）
- 飯星景子（出演期間中の肩書は「番組観賞ビジター会員番号7番」）

ほか

### ナレーター
- 天宮良
- 石橋蓮司
- 江守徹
- 小倉久寛
- 加川良
- 蟹江敬三
- 久米明
- 生野文治
- 杉本るみ
- 高岡健二
- 寺尾聰
- 永島敏行
- 平泉成
- 藤田弓子
- 古谷徹
- 松金よね子
- 森本レオ
- 渡辺篤史

ほか

## スタッフ
- 構成：青木研次、日暮裕一、森和盛、西川つかさ、大辻民樹、大平昌秀
- スタジオ構成：河村達樹
- TD：本郷勝則、平野友章
- カメラ：小野寺亨、古橋稔
- VE：佐野雅彦
- 音声：中村政夫、竹内俊雅、今西武司
- 照明：小沢勝次、鈴木昌平、宇治あき子
- セットデザイン：根本研二
- タイトルCG：小畑正好
- タイトル：吉田正
- TK：山沢啓子
- 番宣：鈴木崇司・梅村陽子（ABC）
- スタジオ担当プロデューサー：新井英文・高橋浩司（アミューズ）
- プロデューサー：岡田充・市川寿憲・今村俊昭・山村啓介（ABC）/簾畑健治・井口義朗（日本テレワーク）/菊地俊一・竹下寧（テレコムスタッフ）
- チーフプロデューサー：岡野均（ABC）
- 演出：丹治哲雄、緒方明、堀川勝、原田泰二
- 技術協力：テイクシステムズ
- 美術協力：俳優座劇場
- 収録スタジオ：テレビ朝日・六本木放送センター内テイクスタジオ
- 協力：テレビ朝日、ABCアーカイブ（現：ABCリブラ）
- 制作協力：アミューズ/才、スタッフラビ、日本テレワーク、テレコムスタッフ、nexus、NON PRO、MMJ
- 製作：ABC（朝日放送）

※一部の回では「監修」や「リサーチ」といったクレジットがなされた。また、中期以降は系列局のシンボルマークを表記した。

## エンディングテーマ
- 海闊天空/BEYOND
- 遥かなる夢に 〜Far away〜/BEYOND - 「海闊天空」の日本語版。番組後期の1998年頃に再度起用された。
- 愛のチャンピオン/爆風スランプ
- とんと御無沙汰/吉田拓郎
- Paradise/BEYOND
- グランドライフ/ハシケン
- 青春のフレア/爆風スランプ
- wish-鳥たちよ/比嘉栄昇
- 海色の風/髙橋真梨子
- 唐人物語 (ラシャメンのうた)/サザンオールスターズ
- 暖かい日々/爆風スランプ
- Tears I Cried/SIAM SHADE

上記楽曲のほか、番組のテーマ曲として、ジェリー・ゴールドスミス作曲のアメリカ映画『スーパーガール』のメインテーマが使用された。

## 放送局
| 放送対象地域  | 放送局             | 系列           | ネット形態 | 備考               |
| ------------- | ------------------ | -------------- | ---------- | ------------------ |
| 近畿広域圏    | 朝日放送           | テレビ朝日系列 | 制作局     |                    |
| 関東広域圏    | テレビ朝日         | テレビ朝日系列 | 同時ネット |                    |
| 北海道        | 北海道テレビ       | テレビ朝日系列 | 同時ネット |                    |
| 青森県        | 青森朝日放送       | テレビ朝日系列 | 同時ネット |                    |
| 岩手県        | 岩手朝日テレビ     | テレビ朝日系列 | 同時ネット | 1996年10月開局から |
| 宮城県        | 東日本放送         | テレビ朝日系列 | 同時ネット |                    |
| 秋田県        | 秋田朝日放送       | テレビ朝日系列 | 同時ネット |                    |
| 山形県        | 山形テレビ         | テレビ朝日系列 | 同時ネット |                    |
| 福島県        | 福島放送           | テレビ朝日系列 | 同時ネット |                    |
| 新潟県        | 新潟テレビ21       | テレビ朝日系列 | 同時ネット |                    |
| 長野県        | 長野朝日放送       | テレビ朝日系列 | 同時ネット |                    |
| 静岡県        | 静岡朝日テレビ     | テレビ朝日系列 | 同時ネット |                    |
| 富山県        | 富山テレビ         | フジテレビ系列 | 遅れネット | 一時期のみ         |
| 富山県        | チューリップテレビ | TBS系列        | 遅れネット | 一時期のみ         |
| 石川県        | 北陸朝日放送       | テレビ朝日系列 | 同時ネット |                    |
| 中京広域圏    | 名古屋テレビ       | テレビ朝日系列 | 同時ネット |                    |
| 広島県        | 広島ホームテレビ   | テレビ朝日系列 | 同時ネット |                    |
| 山口県        | 山口朝日放送       | テレビ朝日系列 | 同時ネット | 1993年10月開局から |
| 香川県 岡山県 | 瀬戸内海放送       | テレビ朝日系列 | 同時ネット |                    |
| 愛媛県        | 愛媛朝日テレビ     | テレビ朝日系列 | 同時ネット | 1995年4月開局から  |
| 高知県        | 高知放送           | 日本テレビ系列 | 遅れネット |                    |
| 福岡県        | 九州朝日放送       | テレビ朝日系列 | 同時ネット |                    |
| 長崎県        | 長崎文化放送       | テレビ朝日系列 | 同時ネット |                    |
| 熊本県        | 熊本朝日放送       | テレビ朝日系列 | 同時ネット |                    |
| 大分県        | 大分朝日放送       | テレビ朝日系列 | 同時ネット | 1993年10月開局から |
| 鹿児島県      | 鹿児島放送         | テレビ朝日系列 | 同時ネット |                    |
| 沖縄県        | 琉球朝日放送       | テレビ朝日系列 | 同時ネット | 1995年10月開局から |

## 参考書籍
- 驚きももの木20世紀 作家、その愛と死の秘密（ブックマン社、ISBN 4-89308-296-5）

| ABC制作・テレビ朝日 金曜21時台                                                        | ABC制作・テレビ朝日 金曜21時台 | ABC制作・テレビ朝日 金曜21時台 |
| 前番組                                                                                | 番組名                         | 次番組                         |
| ------------------------------------------------------------------------------------- | ------------------------------ | ------------------------------ |
| 金曜ファミリープレゼント ↓ インディ・ジョーンズ/若き日の大冒険 （いずれもつなぎ番組） | 驚きももの木20世紀             | ターニングポイント             |